# 대한민국 보건사회부
보건사회부(保健社會部)는 의무·방역·보건·소독·위생·약무·구호·원호·예방·부녀 문제와 노동에 관한 사무를 관장하는 대한민국의 옛 중앙행정기관이다. 1955년 2월 17일 사회부와 보건부를 통합하여 발족하였으며 1994년 12월 22일 보건복지부로 개편되었다.

## 설치 근거 및 소관 업무
- 정부조직법 [법률 제354호, 1955.02.07 전부개정] 제13조 및 제23조[1]
- 보건사회부직제 [대통령령 제1004호, 1955.02.17 제정] 제1조[2]

## 연혁
- 1955년 2월 17일 - 사회부와 보건부를 통합하여 보건사회부를 신설.
- 1961년 7월 5일 - 상이군인, 경찰 관련 부서인 원호업무를 군사원호청에 이전.
- 1963년 9월 1일 - 외청으로 노동청을 설치.
- 1980년 1월 1일 - 외청으로 환경청을 설치.
- 1981년 4월 7일 - 노동청을 노동부로 승격.
- 1990년 1월 2일 - 환경청을 환경처로 승격.
- 1994년 12월 22일 - 보건사회부를 폐지하고 보건복지부를 신설.

## 조직
| - 가정복지국 ( 1981.11 ~ 1990.11 ) - 감사관 ( 1977.09 ~ 1994.12 ) - 강원도지방노동위원회 ( 1959.09 ~ 1981.04 ) - 경상남도지방노동위원회 ( 1959.09 ~ 1963.08 ) - 경상북도지방노동위원회 ( 1959.09 ~ 1981.04 ) - 공보관 ( 1973.03 ~ 1994.12 ) - 공주결핵요양소 ( 1958.10 ~ 1960.06 ) - 국립각심학원 ( 1960.08 ~ 1986.08 ) - 국립공주결핵병원 ( 1970.02 ~ 1994.12 ) - 국립공주병원 ( 1960.07 ~ 1970.02 ) - 국립군산검역소 ( 1966.01 ~ 1994.12 ) - 국립김해검역소 ( 1978.05 ~ 1994.12 ) - 국립나병원 ( 1961.12 ~ 1982.12 ) - 국립나주정신병원 ( 1983.01 ~ 1994.12 ) - 국립동해검역소 ( 1980.07 ~ 1994.12 ) - 국립마산검역소 ( 1966.01 ~ 1994.12 ) - 국립마산결핵병원 ( 1970.02 ~ 1994.12 ) - 국립망향의동산관리소 ( 1983.01 ~ 1994.12 ) | - 국립목포검역소 ( 1966.01 ~ 1994.12 ) - 국립목포결핵병원 ( 1983.01 ~ 1994.12 ) - 국립보건안전연구원 ( 1987.12 ~ 1994.12 ) - 국립보건연구원 ( 1967.02 ~ 1981.11 ) - 국립보건원 ( 1981.11 ~ 1994.12 ) - 국립보건원 ( 1960.08 ~ 1967.01 ) - 국립보건원 화학연구부 ( 1963.12 ~ 1967.01 ) - 국립부곡정신병원 ( 1988.01 ~ 1994.12 ) - 국립부산검역소 ( 1966.01 ~ 1994.12 ) - 국립사회복지연수원 ( 1977.03 ~ 1994.12 ) - 국립사회사업지도자연구원 ( 1960.08 ~ 1969.04 ) - 국립사회사업지도자훈련원 ( 1969.04 ~ 1977.03 ) - 국립생약시험소 ( 1960.08 ~ 1963.12 ) - 국립서울검역소 ( 1966.01 ~ 1994.12 ) - 국립서울정신병원 ( 1983.01 ~ 1994.12 ) - 국립소록도병원 ( 1982.12 ~ 1994.12 ) - 국립여수검역소 ( 1966.01 ~ 1994.12 ) - 국립울산검역소 ( 1969.12 ~ 1994.12 ) | - 국립의료원 ( 1960.08 ~ 1994.12 ) - 국립인천검역소 ( 1966.01 ~ 1978.05 ) - 국립재활원 ( 1986.08 ~ 1994.12 ) - 국립정신병원 ( 1961.07 ~ 1982.12 ) - 국립제주검역소 ( 1966.01 ~ 1994.12 ) - 국립춘천정신병원 ( 1992.02 ~ 1994.12 ) - 국립충무검역소 ( 1975.08 ~ 1995.01 ) - 국립포항검역소 ( 1971.09 ~ 1994.12 ) - 국립화학연구소 ( 1960.08 ~ 1963.12 ) - 국립환경연구소 ( 1978.07 ~ 1979.12 ) - 국민연금국 ( 1987.04 ~ 1994.12 ) - 국제협력관 ( 1992.02 ~ 1994.04 ) - 기술협력관 ( 1994.04 ~ 1994.12 ) - 기술협력관(국제협력담당)실 ( 1994.04 ~ 1994.12 ) - 기술협력관(보건산업담당)실 ( 1994.04 ~ 1994.12 ) - 기획관리실 ( 1963.12 ~ 1994.12 ) - 노동국 ( 1955.02 ~ 1963.08 ) - 모자보건관리관 ( 1972.02 ~ 1981.11 ) | - 방역국 ( 1955.02 ~ 1961.10 ) - 보건국 ( 1961.10 ~ 1994.12 ) - 복지연금국 ( 1974.01 ~ 1977.03 ) - 부녀국 ( 1955.02 ~ 1963.12 ) - 부녀아동국 ( 1963.12 ~ 1981.11 ) - 부산시지방노동위원회 ( 1963.08 ~ 1981.04 ) - 비상계획관 ( 1970.02 ~ 1994.12 ) - 사회국 ( 1961.10 ~ 1990.11 ) - 사회보험국 ( 1977.03 ~ 1987.04 ) - 사회복지정책실 ( 1990.11 ~ 1994.12 ) - 사회사업종사자훈련소 ( 1957.08 ~ 1960.08 ) - 식품국 ( 1994.04 ~ 1994.12 ) - 신생결핵요양소 ( 1955.02 ~ 1958.10 ) - 약무식품국 ( 1981.11 ~ 1985.02 ) - 약정국 ( 1955.02 ~ 1981.11 ) - 원호국 ( 1955.02 ~ 1961.10 ) - 위생관리관 ( 1970.01 ~ 1973.03 ) | - 위생관리관 환경위생담당관 ( 1970.01 ~ 1972.02 ) - 위생국 ( 1977.03 ~ 1981.11 ) - 의료보험국 ( 1987.04 ~ 1994.12 ) - 의정국 ( 1955.02 ~ 1994.12 ) - 전라남도지방노동위원회 ( 1959.09 ~ 1981.04 ) - 중앙각심학원 ( 1955.02 ~ 1960.08 ) - 중앙보건소 ( 1955.02 ~ 1959.12 ) - 중앙보건원 ( 1960.01 ~ 1960.08 ) - 중앙생약시험장 ( 1955.02 ~ 1960.08 ) - 중앙의료원 ( 1958.06 ~ 1960.08 ) - 중앙화학연구소 ( 1955.02 ~ 1960.08 ) - 직업보도원 ( 1959.12 ~ 1962.04 ) - 총무과 ( 1955.02 ~ 1963.12 ) - 충청남도지방노동위원회 ( 1959.09 ~ 1981.04 ) - 해외이주국 ( 1975.08 ~ 1981.11 ) - 환경관리관 ( 1977.03 ~ 1979.12 ) - 환경위생국 ( 1975.08 ~ 1977.03 ) |

## 역대 장·차관

### 보건사회부 장관
| 정부        | 대수           | 이름                                | 임기                                | 출신지                     | 출신학교 | 비고 |
| ----------- | -------------- | ----------------------------------- | ----------------------------------- | -------------------------- | --- | --- |
| 제 1 공화국 | 초대           | 최재유(崔在裕)                      | 1955년 2월 17일 ~ 1956년 5월 26일   | 충남 아산                  | 연세대 | 보건부 차관&문교부 장관 |
| 제 1 공화국 | 2대            | 정준모(鄭準謨)                      | 1956년 5월 26일 ~ 1957년 6월 17일   | 전북 전주                  | 일본 교토대 | 보건부 차관&제3·4대 국회의원 |
| 제 1 공화국 | 3대            | 손창환(孫昌煥)                      | 1957년 6월 17일 ~ 1960년 4월 28일   | 경남 사천                  | 일본 게이오대 | 대한적십자사 총재 |
| 제 1 공화국 | 4대            | 김성진(金晟鎭)                      | 1960년 4월 28일 ~ 1960년 8월 19일   | 충남 부여                  | 서울대 | 제6대 국회의원 |
| 제 2 공화국 | 5대            | 신현돈(申鉉燉)                      | 1960년 8월 23일 ~ 1960년 9월 12일   | 경북 안동                  | 서울대 | 전라북도지사&경상북도지사&무임소 장관&내무부 장관&제헌·5대 국회의원                                                                  |
| 제 2 공화국 | 6대            | 나용균(羅容均)                      | 1960년 9월 12일 ~ 1961년 1월 29일   | 전북 정읍                  | 영국 런던대 | 제헌·4·5·6대 국회의원&국회부의장 |
| 제 2 공화국 | 7대            | 김판술(金判述)                      | 1961년 1월 30일 ~ 1961년 5월 18일   | 전북 군산                  | 일본 교토대 | 제3·5·11대 국회의원&민주당 정책위원회 위원장                                                                                         |
| 제 2 공화국 | 8대            | 장덕승(張德昇)                      | 1961년 5월 20일 ~ 1961년 7월 6일    | 평북                       | 서울대 | 서울적십자병원장 |
| 제 2 공화국 | 9대            | 정희섭(鄭熙燮)                      | 1961년 7월 7일 ~ 1963년 12월 16일   | 평남 평원                  | 평양의학대 | 노동청장&제9·10대 국회의원&한국사진작가협회 이사장                                                                                   |
| 제 3 공화국 | 10대           | 박주병(朴柱秉)                      | 1963년 12월 17일 ~ 1964년 5월 11일  | 경기 광주                  | 서울대 | 중앙의료원장 |
| 제 3 공화국 | 11대           | 오원선(吳元善)                      | 1964년 5월 11일 ~ 1966년 4월 15일   | 충북 음성                  | 연세대 | 원자력원장&제7대 국회의원 |
| 제 3 공화국 | 12대           | 정희섭(鄭熙燮)                      | 1966년 1월 15일 ~ 1969년 10월 21일  | 평남 평원                  | 평양의학대 | 노동청장&제9·10대 국회의원&한국사진작가협회 이사장                                                                                   |
| 제 3 공화국 | 13대           | 김태동(金泰東)                      | 1969년 10월 21일 ~ 1971년 6월 4일   | 충북 괴산                  | 일본 메이지대 | 경제기획원 차관&체신부 장관&코리아헤럴드 사장&가족계획연구원 이사장&전국경제인연합회 이사                                            |
| 제 3 공화국 | 14대           | 이경호(李坰鎬)                      | 1971년 6월 4일 ~ 1973년 12월 3일    | 전남 광양                  | 일본 규슈대 | 법무부 차관&국방부 차관&교통부 차관&제10대 국회의원                                                                                  |
| 제 4 공화국 | 14대           | 이경호(李坰鎬)                      | 1971년 6월 4일 ~ 1973년 12월 3일    | 전남 광양                  | 일본 규슈대 | 법무부 차관&국방부 차관&교통부 차관&제10대 국회의원                                                                                  |
| 15대        | 고재필(高在珌) | 1973년 12월 3일 ~ 1975년 12월 9일   | 전남 담양                           | 일본 주오대                | 무임소 제2장관&제7·8·9·10대 국회의원                                                                                           | |
| 16대        | 신현확(申鉉碻) | 1975년 12월 9일 ~ 1978년 12월 22일  | 경북 칠곡                           | 서울대                     | 대구대 교수&부흥부 차관&부흥부 장관&경제부총리&국무총리&행정개혁위원회 위원장&제9·10대 국회의원&쌍용산업 사장                  | |
| 17대        | 홍성철(洪性澈) | 1978년 12월 22일 ~ 1979년 12월 14일 | 황해 은율                           | 서울대                     | 대통령비서실 정무수석비서관&대통령비서실장&국토통일원 장관&내무부 장관&민주평화통일자문회의 수석부의장&민족통일중앙협의회 의장 | |
| 18대        | 진의종(陳懿鍾) | 1979년 12월 14일 ~ 1980년 9월 2일   | 전북 고창                           | 서울대                     | 국무총리&제8·9·11·12대 국회의원&민주정의당 대표위원                                                                            | |
| 19대        | 천명기(千命基) | 1980년 9월 2일 ~ 1982년 5월 21일    | 경기 양평                           | 서울대                     | 제8·9·10대 국회의원&우신약품 사장                                                                                              | |
| 19대        | 천명기(千命基) | 1980년 9월 2일 ~ 1982년 5월 21일    | 경기 양평                           | 서울대                     | 제8·9·10대 국회의원&우신약품 사장                                                                                              | 제 5 공화국 |
| 20대        | 김정례(金正禮) | 1982년 5월 21일 ~ 1985년 2월 19일   | 전남 담양                           | 담양여자고교               | 제11·12대 국회의원&한나라당 상임고문&한국여성정치연맹 총재&한국여성유권자연맹 회장                                             | |
| 21대        | 이해원(李海元) | 1985년 2월 19일 ~ 1988년 2월 25일   | 충북 제천                           | 서울대                     | 서울특별시장 | |
| 노태우 정부 | 22대           | 권이혁(權彛赫)                      | 1988년 2월 25일 ~ 1988년 12월 5일   | 경기 김포                  | 서울대 | 서울대 교수&서울대 총장&문교부 장관&환경처 장관&한국인구보건연구원 이사장&국제보건의료발전재단 이사장                                |
| 노태우 정부 | 23대           | 문태준(文太俊)                      | 1988년 12월 5일 ~ 1989년 7월 19일   | 경북 영덕                  | 서울대 | 연세대 교수&제7·8·9·10대 국회의원&국회 상공위원회 위원장&국회 운영위원회 위원장&대한의사협회장&한국사회복지협의회장                  |
| 노태우 정부 | 24대           | 김종인(金鍾仁)                      | 1989년 7월 19일 ~ 1990년 3월 19일   | 경기 경성 (현 서울)        | 독일 뮌스터대 | 서강대 교수&대통령비서실 경제수석비서관&헌법연구자문위원회 위원장&제11·12·14·17대 국회의원&국민은행 이사장&대한발전전략연구원 이사장 |
| 노태우 정부 | 25대           | 김정수(金正秀)                      | 1990년 3월 19일 ~ 1991년 5월 26일   | 경남 함안                  | 부산대 | 제11·12·13·14·15대 국회의원&통일민주당 사무총장&한국제약협회장&한국희귀의약품센터 이사장                                             |
| 노태우 정부 | 26대           | 안필준(安弼濬)                      | 1991년 5월 27일 ~ 1993년 2월 25일   | 충북 중원 (현 충북 충주)   | 육사 | 대한석탄공사 사장&한국청소년연맹 총재&주택은행 이사장&한석건강연구소장&전국노인복지단체협의회장                                      |
| 문민 정부   | 27대           | 박양실(朴孃實)                      | 1993년 2월 25일 ~ 1993년 3월 7일    | 평남 평원                  | 서울대 | 한국여의사회장&대한산부인과학회장 |
| 문민 정부   | 28대           | 송정숙(宋貞淑)                      | 1993년 3월 8일 ~ 1993년 12월 21일   | 충남 대전 (현 충남과 분리) | 건국대 | |
| 문민 정부   | 29대           | 서상목(徐相穆)                      | 1993년 12월 22일 ~ 1994년 12월 22일 | 충남 홍성                  | 미국 앰허스트대 | 제13·14·15대 국회의원&한국개발연구원장                                                                                               |

### 보건사회부 차관
| 정부        | 대수           | 이름                              | 임기                                | 출신지                     | 출신학교            | 비고                                                                                               |
| ----------- | -------------- | --------------------------------- | ----------------------------------- | -------------------------- | ------------------- | -------------------------------------------------------------------------------------------------- |
| 제 1 공화국 | 초대           | 정진욱(鄭鎭旭)                    | 1955년 2월 19일 ~ 1956년 6월 28일   | 충남 예산                  | 연세대              | 이화여대 교수                                                                                      |
| 제 1 공화국 | 2대            | 신효선(申孝善)                    | 1956년 6월 29일 ~ 1960년 5월 9일    | 경기 고양                  | 서울대              | 사회부 원호국장                                                                                    |
| 제 1 공화국 | 3대            | 김학묵(金學默)                    | 1960년 5월 12일 ~ 1960년 8월 23일   | 충북 음성                  | 고려대              | 대한적십자사 사무총장&한국뇌성마비복지회장                                                         |
| 제 2 공화국 | 4대            | 박찬현(朴瓚鉉)                    | 1960년 8월 23일 ~ 1961년 5월 3일    | 경남 부산 (현 경남과 분리) | 일본 메이지대       | 교통부 장관&문교부 장관&제헌·4·5·9대 국회의원&주 터키 대사&경향신문 사장                           |
| 제 2 공화국 | 4대            | 김학묵(金學默)                    | 1960년 8월 23일 ~ 1960년 10월 4일   | 충북 음성                  | 고려대              | 대한적십자사 사무총장&한국뇌성마비복지회장                                                         |
| 제 2 공화국 | 5대            | 이병학(李丙學)                    | 1960년 10월 4일 ~ 1961년 6월 25일   | 경기 경성 (현 서울)        | 연세대              | 국립보건소장                                                                                       |
| 제 2 공화국 | 5대            | 최영근(崔泳謹)                    | 1961년 5월 3일 ~ 1961년 8월         | 경남 울산 (현 울산 울주)   |                     | 제5·6·13대 국회의원                                                                                |
| 제 2 공화국 | 6대            | 한국진(韓國鎭)                    | 1961년 9월 1일 ~ 1963년 12월 16일   | 평남 대동                  | 일본 주오대&육사    | 농림부 차관                                                                                        |
| 제 3 공화국 | 7대            | 강봉수(姜鳳秀)                    | 1963년 12월 17일 ~ 1964년 7월 7일   | 전북 정읍                  | 일본 도호쿠대       | 산림청장                                                                                           |
| 제 3 공화국 | 8대            | 손정선(孫正濬)                    | 1964년 7월 7일 ~ 1966년 12월 28일   | 경북 상주                  | 일본 와세다대       | 보건사회부 기획관리실장                                                                            |
| 제 3 공화국 | 9대            | 김도창(金道昶)                    | 1966년 12월 28일 ~ 1969년 10월 27일 | 경북 안동                  | 서울대              | 서울대 교수&법제처장&문교부 차관&제9대 국회의원&한국공법학회장                                     |
| 제 3 공화국 | 10대           | 홍종관(洪種寬)                    | 1969년 10월 27일 ~ 1974년 3월 7일   | 경기 경성 (현 서울)        | 서울대              | 보건사회부 의정국장&국립의료원장                                                                   |
| 제 4 공화국 | 10대           | 홍종관(洪種寬)                    | 1969년 10월 27일 ~ 1974년 3월 7일   | 경기 경성 (현 서울)        | 서울대              | 보건사회부 의정국장&국립의료원장                                                                   |
| 11대        | 박승함(朴承咸) | 1974년 3월 7일 ~ 1979년 12월 20일 | 함남 함주                           | 서울대                     | 국립의료원 의료부장 | |
| 12대        | 나도헌(羅燾憲) | 1979년 12월 20일 ~ 1981년 8월 6일 | 충남 서천                           | 연세대                     | 국립의료원장        | |
| 제 5 공화국 | 13대           | 김병수(金秉洙)                    | 1981년 8월 6일 ~ 1983년 7월 13일    | 경남 부산 (현 경남과 분리) | 서울대              | 환경청 차장                                                                                        |
| 제 5 공화국 | 14대           | 이헌기(李憲琦)                    | 1983년 7월 13일 ~ 1986년 5월 24일   | 충남 서산                  | 고려대              | 노동부 장관&제11대 국회의원&한국한센복지협회장                                                     |
| 제 5 공화국 | 15대           | 최수일(崔守一)                    | 1986년 5월 24일 ~ 1988년 3월 5일    | 함북 경성                  | 건국대              | 환경청장&보건사회부 복지연금국장&백신연구협의회장                                                  |
| 노태우 정부 | 16대           | 이두호(李斗頀)                    | 1988년 3월 5일 ~ 1989년 7월 20일    | 경북 예천                  | 서울대              | 환경청 차장&보건사회부 사회국장·기획관리실장                                                       |
| 노태우 정부 | 17대           | 윤성태(尹成泰)                    | 1989년 7월 20일 ~ 1992년 3월 31일   | 경북 김천                  | 서울대              | 대통령비서실 보건사회비서관&행정조정실장&보건사회부 사회보험국장·기획관리실장                      |
| 노태우 정부 | 18대           | 박청부(朴淸夫)                    | 1992년 4월 1일 ~ 1993년 3월 3일     | 경남 창녕                  | 서울대              | 경제기획원 예산실장&증권감독원장                                                                   |
| 문민 정부   | 19대           | 최수병(崔洙秉)                    | 1993년 3월 4일 ~ 1993년 9월 6일     | 전남 광산 (현 광주 광산)   | 서울대              | 경제기획원 기획관리실장&공정거래위원회 위원장&한국전력공사 사장&대한배구협회장&신용보증기금 이사장 |
| 문민 정부   | 20대           | 주경식(朱京植)                    | 1993년 9월 7일 ~ 1994년 12월 22일   | 충북 괴산                  | 서울대              | 보건사회부 가정복지국장·기획관리실장&대한사회복지회 이사장                                         |